# Datsakorn Thonglao
Datsakorn Thonglao (taj. ดัสกร ทองเหลาิ์, ur. 30 grudnia 1983 w Nongbua Lamphu) – piłkarz tajski grający na pozycji ofensywnego pomocnika.

## Kariera klubowa
Karierę piłkarską Thonglao rozpoczął w Raj Pracha-Nonthaburi. Następnie w 1999 roku awansował do kadry pierwszej drużyny i w tamtym roku zadebiutował w jego barwach w tajskiej Premier League. W 2000 roku przeszedł do BEC Tero Sasana z Bangkoku. W tamtym sezonie wywalczył z nim mistrzostwo Tajlandii oraz Puchar Tajlandii. W 2001 roku obronił mistrzowski tytuł i sięgnął po Kor Royal Cup. W 2003 roku wystąpił w finałowych spotkaniach Ligi Mistrzów z Al Ain FC (0:2, 1:0).
W 2007 roku Thonglao przeszedł do wietnamskiego klubu Hoàng Anh Gia Lai z miasta Pleiku. Grał w nim przez trzy sezony w latach 2007-2009. W 2010 roku zawodnik wrócił do Tajlandii i podpisał kontrakt z klubem Muangthong United.

## Kariera reprezentacyjna
W reprezentacji Tajlandii Thonglao zadebiutował w 2001 roku. W 2004 roku wystąpił w 3 meczach Pucharu Azji 2004: z Iranem (0:3), z Japonią (1:4) i z Omanem (0:2). W 2007 roku został powołany do kadry na Puchar Azji 2007. Tam rozegrał 3 spotkania: z Irakiem (1:1), z Omanem (2:0) i z Australią (0:4).